# Edgar Himly
Wilhelm Julius Edgar Himly (* 3. September 1839; † 20. März 1905 in Stade) war ein promovierter Jurist und als preußischer Staatsbeamter zuletzt 1895 bis 1899 Regierungspräsident in Stade.

## Leben
Himly studierte Rechtswissenschaften und wurde im Mai 1862 zum Auskultator an das Kammergericht in Berlin berufen. Seine Laufbahn als preußischer Staatsbeamter begann er als Regierungsassistent in Posen. 1875 wurde er Regierungsrat beim Kommissariat für die bischöfliche Vermögensverwaltung in der Diözese Münster und wohnte in dieser Zeit  am Domplatz 27. 1884 wechselte er von der katholischen zur evangelischen Kirche und wurde Oberkonsistorialrat beim Oberkonsistorium in Hannover. Nur kurz blieb er in dieser Stellung, denn bereits 1885 wurde er zum Oberregierungsrat in Osnabrück und Stellvertreter des Regierungspräsidenten im Bezirksausschuss. Zwei Jahre später (1887) wurde er zum Oberpräsidialrat in Münster ernannt. 1889 war er Regierungsvizepräsident, wiederum in Posen, wo seine Laufbahn begonnen hatte. Und bereits im Folgejahr 1890 wurde er für die nächsten fünf Jahre Regierungspräsident. Aus Posen wechselte er 1895 ebenfalls als Regierungspräsident nach Stade, wo er 1899 pensioniert wurde. Himly starb am 20. März 1905 in Stade.
Sein Nachlass wird im Niedersächsischen Landesarchiv (NLA) – Staatsarchiv Stade aufbewahrt.

## Auszeichnungen
- Königlicher Kronen-Orden dritter Klasse (1884)[9]